# Inden (Švýcarsko)
Inden je obec ve švýcarském kantonu Valais, okrese Leuk. Žije zde 106 obyvatel.

## Geografie
Inden leží v údolí řeky Dala na náhorní plošině pod lázněmi Leukerbad. K obci patří také vesnice Rumeling, nacházející se pod Indenem.

## Historie

Inden (1934)

Inden je poprvé zmiňován v roce 1242 jako Indes. Roku 1322 je obec zmíněna jako communitas, v jejímž čele stáli dva držitelé soudní moci.
Obecní úřad byl postaven pravděpodobně v 16. století. Ve středověku obec církevně podléhala farnosti Leuk; kaple svatého Antonína byla postavena kolem roku 1500, kostel v roce 1767, fara v roce 1775. Ves padla za oběť požáru v roce 1741. Přes řeku Dalu vede most postavený Ulrichem Ruffinerem v roce 1539 a most Rumeling z roku 1850. V roce 1850 byla obec zpřístupněna silnicí Leuk–Leukerbad, mezi v letech 1915–1967 byla provozována také železnice (Leuk-Leukerbad-Bahn). Do roku 1967 měla obec vlastní školu, od té doby se místní žáci učí v Leukerbadu.

## Obyvatelstvo

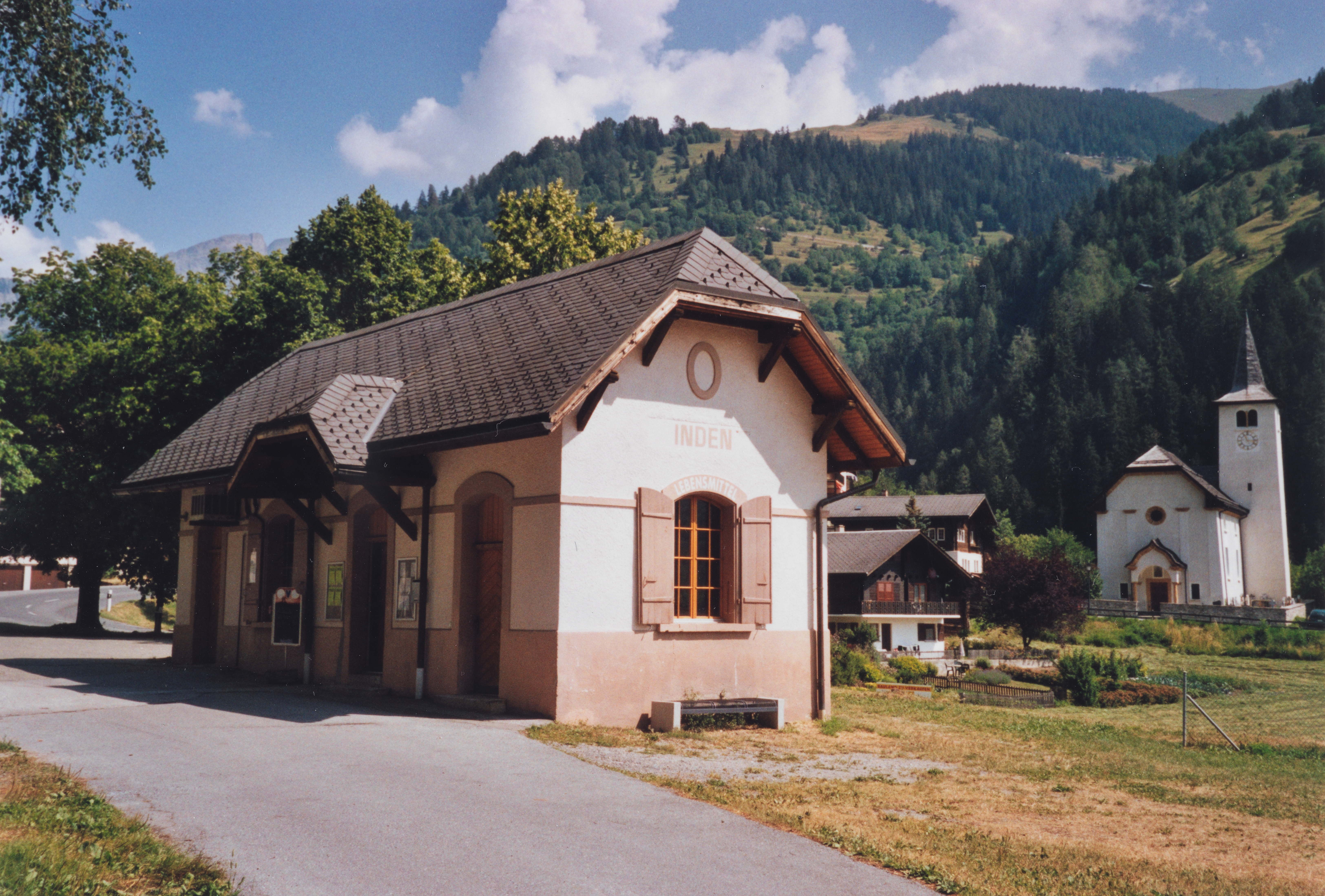
Bývalá železniční stanice a kostel

| Rok            | 1850 | 1900 | 1950 | 1970 | 2000 | 2010 | 2015 | 2016 |
| Počet obyvatel | 77   | 93   | 82   | 48   | 89   | 111  | 120  | 110  |